# Lac de Malpasset
 (février 2010).
Si vous disposez d'ouvrages ou d'articles de référence ou si vous connaissez des sites web de qualité traitant du thème abordé ici, merci de compléter l'article en donnant les références utiles à sa vérifiabilité et en les liant à la section « Notes et références ».
Le lac de Malpasset est le nom de l'ancien lac artificiel créé par la retenue d'eau du barrage de Malpasset, depuis son achèvement en 1954 et jusqu'à sa rupture le 2 décembre 1959 à 21 h 13.

## Géographie
Son emplacement en appui sur deux collines formant un tronçon de la vallée du Reyran, bordée au Nord et à l'Ouest par les communes du Pays de Fayence Montauroux, Callian et Bagnols-en-Forêt, à l'Est par Les Adrets-de-l'Estérel et au Sud par la ville de Fréjus.
À sa hauteur d'eau maximum, sa longueur était de 4 km sur un axe Nord-Sud, avec une largeur de 300 m - Est-Ouest pour une capacité approchant les 50 millions de m3 d'eau et une superficie de 2 km2. Sa profondeur pouvait atteindre en moyenne 50 m par endroits en son milieu.
Le but de cette retenue était de pouvoir mieux réguler le débit du Reyran - pouvant se révéler torrentiel en cas de fortes intempéries, tout en favorisant l'irrigation des communes situées à proximité du ruisseau et en offrant un point d'eau rapidement accessible en cas d'incendie dans les massifs environnants.
Alimenté par le Reyran, petit ruisseau à sec neuf mois sur douze, et bien que le barrage eut été achevé depuis plusieurs années, la retenue d'eau qu'il constituait ne se remplira que très lentement compte tenu du manque sévère de précipitations dans la région et les lâchers d'eau réguliers pour limiter la hauteur de son niveau en raison de problèmes d'expropriations tardant à se résoudre. Mais son remplissage va s'accélérer néanmoins brutalement lors des exceptionnelles pluies diluviennes de la fin de novembre 1959 et début décembre, son niveau atteignant alors rapidement mais brièvement sa cote maximale durant les quelques heures précédant le drame qui fit malheureusement plus de quatre-cents victimes.

## Divers
Le lac fut également empoissonné quand l'eau atteignit un niveau suffisamment élevé et ses berges furent durant ses courtes années d'existence le lieu où pouvaient se croiser pêcheurs et curieux venus admirer l'imposant ouvrage qui en retenait ses eaux.

## Aujourd'hui
Le barrage n'ayant jamais été reconstruit, une partie de la voûte est encore visible. Le fond de l'ex-Lac de Malpasset, redevenu dès lors la vallée du Reyran, la végétation varoise a depuis repris ses droits, des arbres ont repoussé, les lieux se visitent en randonnée en amont et en aval du site de Malpasset,.